# Khenmetptah
Khenmetptah est une fille de roi égyptien, probablement sous la IIe dynastie. Elle n'est connue que par sa stèle, placée dans sa tombe 175 H.8 à Helwan. Sur cette stèle, Khenmetptah est représentée assise sur une chaise devant une table d'offrandes. À côté de la table d'offrandes sont représentées de nombreuses offrandes. Au-dessus de cette scène figure un court texte : « Khenmetptah, la fille du roi ». Son père royal n'est pas connu. D'un point de vue stylistique, la stèle peut être datée de la IIe dynastie,.